# Juan Bajon
Juan Bajon (Xangai, China, 1948) é um diretor, produtor e roteirista brasileiro.

## Filmografia
- 1989 - Eu, Márcia F., 23 Anos, Louca e Desvairada
- 1989 - Gatinhas Safadas
- 1989 - Ninfas Pornô
- 1989 - A Ninfeta Sapeca
- 1989 - A Vida Privada de Uma Atriz Pornô
- 1988 - Bonecas do Amor
- 1988 - Gatinhas às Suas Ordens
- 1988 - Tudo Por um Cavalo
- 1988 - Um Homem, uma Mulher e um Cavalo
- 1987 - Júlia e os Pôneis
- 1987 - Mulheres e Cavalos
- 1987 - Ninfetas Nota 10
- 1987 - Revelações de uma Sexomaníaca
- 1987 - Viciadas em Cavalos
- 1986 - Colegial Sacana
- 1986 - Duas Mulheres e um Pônei
- 1986 - A Garota do Cavalo
- 1986 - Loucas por Cavalos
- 1986 - Meu Marido, Meu Cavalo
- 1986 - Seduzida por um Cavalo
- 1986 - Sexo de Todas as Formas
- 1985 - Colegiais em Sexo Coletivo
- 1985 - Sexo a Cavalo
- 1985 - Sexo com Chantilly
- 1984 - Penetrações Profundas
- 1984 - Taras de Colegiais
- 1983 - Bacanal de Colegiais
- 1983 - Juventude em Busca de Sexo
- 1982 - Fantasias Sexuais
- 1982 - Loucuras Sexuais
- 1981 - A Noite das Depravadas
- 1980 - A Virgem e o Bem-Dotado [ator]
- 1980 - Colegiais e Lições de Sexo
- 1978 - O Estripador de Mulheres

## Prêmios

### Prêmio APCA(Associação Paulista de Críticos de Arte, Brasil)
- 1982 - Melhor argumento por A Noite das Depravadas.
- 1979 - Melhor roteiro por O Estripador de Mulheres.